# Sombernon
Sombernon település Franciaországban, Côte-d’Or megyében. Lakosainak száma 990 fő (2022. január 1.). Sombernon Bussy-la-Pesle, Drée, Échannay, Mesmont, Remilly-en-Montagne, Saint-Mesmin, Savigny-sous-Mâlain és Vieilmoulin községekkel határos.

## Népesség
A település népessége az elmúlt években az alábbi módon változott:
| Lakosok száma | 561  | 713  | 773  | 917  | 969  | 944  | 926  | 915  | 915  | 990  |
|               | 1968 | 1982 | 1990 | 2006 | 2013 | 2015 | 2017 | 2019 | 2020 | 2022 |